# Hofstenioplesia haswelli
Hofstenioplesia haswelli är en plattmaskart som först beskrevs av Steinboeck och Reisinger 1924.  Hofstenioplesia haswelli ingår i släktet Hofstenioplesia och familjen Prorhynchidae. Inga underarter finns listade i Catalogue of Life.